# Lễ hội xang khan
Lễ hội xăng khan là lễ hội của người đồng bào dân tộc Thái. Một số nơi khác gọi là Kin chiêng boóc mạy, Hội Chá Chiêng... Mục đích và ý nghĩa của nó vẫn là ngày tạ ơn các ông mo đối với tổ tiên và những người thầy đã dạy cách bốc thuốc chữa bệnh cứu vớt chúng sinh. Là một lễ hội tín ngưỡng dân gian độc đáo của người Thái, góp phần thỏa mãn nhu cầu hưởng thụ văn hóa, nhất là văn hóa tâm linh của đồng bào các dân tộc thiểu số nói chung và người Thái nói riêng.
Năm 2017, Lễ hội Xăng khan của người Thái tại xã Xuân Phúc, huyện Như Thanh, tỉnh Thanh Hóa và tại 7 huyện miền tây Nghệ An đã được Bộ Văn hóa, Thể thao và Du lịch Việt Nam công nhận là di sản văn hóa phi vật thể cấp quốc gia.

## Thời gian
Cứ 3 hoặc 5 năm một lần vào khoảng tháng 11 Âm lịch, khi xong mùa vụ trên nương sản phẩm đã thu về nhà. Hoặc tháng 2, tháng 3 Âm lịch của năm sau là tháng tốt, tháng lành. Thời gian mở hội từ 2 đến 3 ngày.

## Chuẩn bị
Những ông mo đã thành tài có uy tín cứu sống nhiều người qua cơn bệnh hiểm nguy, làm được nhiều việc tốt cho bản giúp được nhiều việc hay cho mường mới được tổ chức lễ hội. Ba ngày trước ngày lễ hội, tại nhà ông mo chủ, gái trai tấp nập, tiếng giã gạo tiếng khua luống ngân vang báo hiệu cho thần rừng, thần núi, thần sông, thần suối biết làng mình mở hội. Dịp của gái trai gặp gỡ, ngày để dân bản trả ơn thầy mo đã chữa khỏi bệnh cho mình. Không phải chỉ những người trong bản mà cả du khách thập phương, già có, trẻ có kéo về dự hội.

## Tổ chức
Sau lễ cúng, dân làng múa hát xung quanh cây hoa, càng về khuya không khí hội càng nhộn nhịp với những trò diễn độc đáo hài ước đầy ắp tiếng cười, nhộn nhịp hơn là múa tập thể. Tất cả những người đến dự hội từ già đến trẻ đều vào cuộc múa, múa hết mình hòa lẫn trong âm vang nhộn nhịp của tiếng chiêng, trống, tiếng khua luống, tiếp dập của ống nửa (tẳng bù), tượng trưng cho sấm, mưa cho sự phồn thực với mong ước của một mùa màng tươi tốt. Hái hoa (Kếp boóc) là phần cuối của lễ hội Xăng Khan, chủ nhà là người trực tiếp hái hoa đem tặng cho mọi người, mỗi bông hoa là một phần thưởng tượng trưng cho bổng lộc và sự may mắn trong cuộc sống. Bằng lời hát chia tay thắm thiết hẹn kỳ hội sau gặp lại, và lúc này trời cũng vừa sáng, mọi người trở về tiếp tục với công việc hàng ngày của mình.

## Sự mai một
Những năm sau này, nhiều bản làng Thái không còn lễ hội Xăng Khan nữa, nguyên nhân thì nhiều nhưng quan trọng nhất vẫn là con người và cách ứng xử của con người đối với lễ hội.